# اژدهای دریایی یاقوتی
اژدهای دریایی یاقوتی (نام علمی: Phyllopteryx dewysea) نام یک گونه از تیره سوزن‌ماهیان است.
دانشمندان علوم دریایی تصور می‌کردند که تنها دوگونه اژدهای دریایی وجود دارد تا این که در سال ۲۰۱۵ اژدهای دریایی یاقوتی به عنوان گونه‌ای جدید شناسایی شد.